# Duncan Dowson
Duncan Dowson CBE, FREng, FRS (31 de agosto de 1928) é um engenheiro britânico, professor emérito da Universidade de Leeds.

## Vida
Dowson frequentou a Lady Lumley's School e estudou engenharia mecânica na Universidade de Leeds, onde obteve os graus de BSc, PhD e DSc.
Dowson foi professor mecânica dos fluidos e tribologia no Departamento de Engenharia Mecânica da Universidade de Leeds.
Dowson foi eleito fellow da Royal Society (FRS) em 1987. Foi Commander of the Most Excellent Order of the British Empire (CBE) em 1989. Foi eleito fellow da Royal Academy of Engineering (FREng) em 1982.

## Obras
- Duncan Dowson, Gordon Robert Higginson, Elastohydrodynamic Lubrication J. F. Archand, 1966; 2 edn, 1977
- History of Tribology Longman, 1979, ISBN 978-0-582-44766-0; Wiley, 1998, ISBN 978-1-86058-070-3
- Biomechanics of Joints and Joint Replacements (1981)
- Ball Bearing Lubrication (1981)
- Advances in medical tribology, Mechanical Engineering Publications, 1998, ISBN 978-1-86058-069-7